# مائوگاآن (بوتان)
مائوگاآن (به لاتین: Maogaon) یک منطقهٔ مسکونی در بوتان (کشور) است که در Sarpang District واقع شده‌است.